# CHST8
Ugljeno hidratna sulfotransferaza 8 (eng. Carbohydrate sulfotransferase 8) je enzim koji je kod ljudi kodiran istoimenim genom CHST8, nalazi se na dugom kraku hromozoma 19. Dužina polipeptidnog lanca je 424 aminokiselina, a molekulska težina 48 834.

## Literatura
- Xia G., Evers M.R., Kang H.-G., Schachner M., Baenziger J.U. (2000). „Molecular cloning and expression of the pituitary glycoprotein hormone N-acetylgalactosamine-4-O-sulfotransferase.”. J. Biol. Chem. 275: 38402 — 38409. PMID 10988300. doi:10.1074/jbc.M007821200.
- Hiraoka N., Misra A., Belot F., Hindsgaul O., Fukuda M. (2001). „Molecular cloning and expression of two distinct human N-acetylgalactosamine 4-O-sulfotransferases that transfer sulfate to GalNAc beta 1->4GlcNAc beta 1->R in both N- and O-glycans.”. Glycobiology. 11: 495 — 504. PMID 11445554. doi:10.1093/glycob/11.6.495.
- „The status, quality, and expansion of the NIH full-length cDNA project: the Mammalian Gene Collection (MGC).”. Genome Res. 14: 2121 — 2127. 2004. PMID 15489334. doi:10.1101/gr.2596504.
- Barret A., Forestier L., Deslys J.-P., Julien R., Gallet P.F. (2005). „Glycosylation-related gene expression in prion diseases: PrPSc accumulation in scrapie infected GT1 cells depends on beta-1,4-linked GalNAc-4-SO4 hyposulfation.”. J. Biol. Chem. 280: 10516 — 10523. PMID 15632154. doi:10.1074/jbc.M412635200.